# چارچوب بدن
۲۰۶ استخوان اسکلت، یک چارچوب سخت اما در عین حال انعطاف‌پذیر را ایجاد می‌کنند که بدن را نگهداشته و شکل می‌دهد. این چارچوب دور اعضا را گرفته و از آنها محافظت می‌کند و اعضایی مانند مغز و قلب را از تکان خوردن یا ضربه خوردن حفظ می‌کند. همچنین استخوان‌ها لنگرگاهی برای عضلات ایجاد می‌کنند که باعث حرکت اسکلت و در نتیجه کل بدن می‌شوند. برخلاف آناتومیست‌های اولیه، دانشمندان امروزی می‌توانند استخوان‌های درون یک بدن زنده را بررسی کنند.